# Jean-François Le Nepvou de Carfort
Jean-François Le Nepvou de Carfort (Saint-Brieuc, 4 febbraio 1774 – Trébry, 21 gennaio 1847) è stato un generale e nobile francese.

## Biografia
Jean-François Le Nepvou de Carfort era figlio di Godefroy le Nepvou, cavaliere di Carfort, signore di La Grivelais, e di sua moglie, Catherine Emmanuelle de Gouyon.
Nel 1790 venne scelto dagli abitanti di Plémy per guidarli durante la controrivoluzione. Iniziò la carriera militare col grado di primo tenente a Boishardy, quindi ottenne il grado di colonnello della divisione di Saint-Brieuc nel febbraio del 1795, poi fu nominato maggiore generale degli eserciti reali di Bretagna nella divisione della Côtes-du-Nord nel 1799. Dal mese di ottobre del 1805 e sino all'aprile del 1814 fu imprigionato al castello d'If. Rilasciato con la Restaurazione, venne decorato dell'Ordine di San Luigi per l'assoluta fedeltà dimostrata alla causa realista.
Nel maggio del 1832, durante l'insurrezione legittimista del 1832, si schierò nuovamente coi legittimisti sostenitori di Enrico V contro la monarchia di Luigi Filippo. Gli fu dato il comando del 46º reggimento di fanteria e della guardia nazionale di Châteaubourg, Saint-Jean-sur-Vilaine, Saint-Aubin-des-Landes, Pocé-les-Bois e altri borghi; il 30 maggio 1832, si distinse al fianco di Alexandre Courson de la Villevalio contro le forze del generale de Castres nella Battaglia di Toucheneau.
Morì nel 1847.